# إيراكلي كفيكفيسكيري
إيراكلي كفيكفيسكيري (الروسية: Ираклий Анатольевич Квеквескири) هو لاعب كرة قدم جورجي وروسي في مركز الوسط، ولد في 12 مارس 1990 في Gali (town) ‏ في جورجيا. شارك مع منتخب جورجيا تحت 19 سنة لكرة القدم ومنتخب جورجيا تحت 21 سنة لكرة القدم. أما مع النوادي، فقد لعب مع نادي دينامو باتومي ونادي ميكا.

## وصلات خارجية
- إيراكلي كفيكفيسكيري على موقع قاعدة بيانات كرة القدم.إي يو (الإنجليزية)
- إيراكلي كفيكفيسكيري على موقع Soccerway.com (الإنجليزية)
- إيراكلي كفيكفيسكيري على موقع عالم كرة القدم.نت (الإنجليزية)